# Upplands runinskrifter 162
Upplands runinskrifter 162 är en försvunnen vikingatida runsten som funnits i Skogberga, Täby socken och Täby kommun. Ristningen är signerad av Olev som också ristat U 145.

## Inskriften
Translitterering av runraden:
[krimbr · lit · ahka · stain uftiʀ · faþur · sin · uistain ulaifr · hok]
Normalisering till runsvenska:
Grimbʀ let haggva stæin æftiʀ faður sinn Vistæin. Olæifʀ hiogg.
Översättning till nusvenska:
Grim lät hugga stenen efter sin fader Visten. Olev högg.